# Don Smith (cestista 1951)
Donald Smith, detto Don (Dayton, 10 ottobre 1951 – 9 marzo 2004), è stato un cestista statunitense, professionista nella NBA.

## Carriera
Venne selezionato dai Philadelphia 76ers al secondo giro del Draft NBA 1974 (19ª scelta assoluta).